# Mariano Rossell y Arellano
Mariano Rossell Arellano (Esquipulas, Guatemala 18 de julio de 1894 - Ciudad de Guatemala, 10 de diciembre de 1964) fue un sacerdote diocesano guatemalteco que llegó a ser el XV Arzobispo de Guatemala de 1939 a 1964 y primer Prelado Nullius de Esquipulas.  
Tuvo un papel decisivo durante el gobierno del coronel Jacobo Arbenz Guzmán (1951-1954), ya que por medio de los sermones católicos y otros servicios religiosos, desplegó una extensa propaganda contra el gobierno, según la cual era infiltrado por el Comunismo Internacional que difundía ideas ateizantes en Guatemala. 
Tras el derrocamiento del gobierno de Arbenz, procedió a la Coronación de la imagen de la Inmaculada del Templo de San Francisco, acto que ofreció en acción de gracias por la "liberación nacional".
Posteriormente consiguió para la Iglesia Católica la autorización jurídica para poseer propiedades, la educación media religiosa protegida por el Estado y la creación de la Universidad Rafael Landívar, de corte jesuita. Finalmente, en 1961, logró que el Santuario de Esquipulas fuera elevada a Basílica Menor. Intentó también que la  liturgia  de los Dolores Internos  del Corazón de Jesús (petición que Jesús mismo le  hizo a Madre Encarnación cuando se  le  apareció en 1857)  fuera universal, pero no lo consiguió.

## Biografía
Rossell Arellano nació en el hogar formado por Juan Ramón Rossell y Asunción Arellano. Estudió en el Instituto Nacional para Varones de Oriente. Fue ordenado sacerdote en 1918, en el altar de Nuestra Señora del Pilar, en la Iglesia de San Miguel de Capuchinas, de Guatemala.
Desempeñó los siguientes cargos: 
- Párroco de Palencia-Guatemala, de San Juan del Obispo-Sacatepéquez, de Jocotán-Chiquimula y de San Cristóbal-Totonicapán
- Secretario de la Curia Eclesiástica
- Rector del Seminario Conciliar
- Secretario Particular del Arzobispo Luis Javier Muñoz y Capurón en el exilio, ya que el presidente de Guatemala el general José María Orellana (1921-1926) los expulsó a ambos bajo la acusación de haber sido promotores, a nivel nacional, de una rebelión para derrocarlo.[2]

En 1939, Pío XII lo nombró Arzobispo, para suceder a monseñor Luis Durou y Suré. Fue consagrado por el Nuncio Apostólico, Alberto Levame. Siempre tuvo la vocación docente, buscando promover la educación de calidad en Guatemala, y entre sus semillas están:
- El Colegio para varones "San Sebastián", fundado y dirigido por él un 7 de enero de 1930 hasta su muerte 1964 y también fue dirigido por la señorita Josefina Alonzo hasta su muerte en 1978.
- El Colegio de Señoritas "Santa Inés", fundado y dirigido por él y su querida sobrina, la señorita Margarita Rossell y Arellano un día miércoles 18 de enero de 1950
- La Schola Cantorum de la Catedral
- El Instituto Indígena Nuestra Señora del Socorro
- El Instituto Indígena Santiago
- La Orquesta Sinfónica Indígena[2]

En 1943, en conmemoración del II Centenario del Arzobispado de Guatemala, organizó el I Congreso Eucarístico Diocesano, durante el cual inauguró los monumentos conmemorativos dedicados al Arzobispo Pedro Cortés y Larraz y al Obispo Pedro Pardo de Figueroa.

## Campaña de peregrinación nacional contra el comunismo

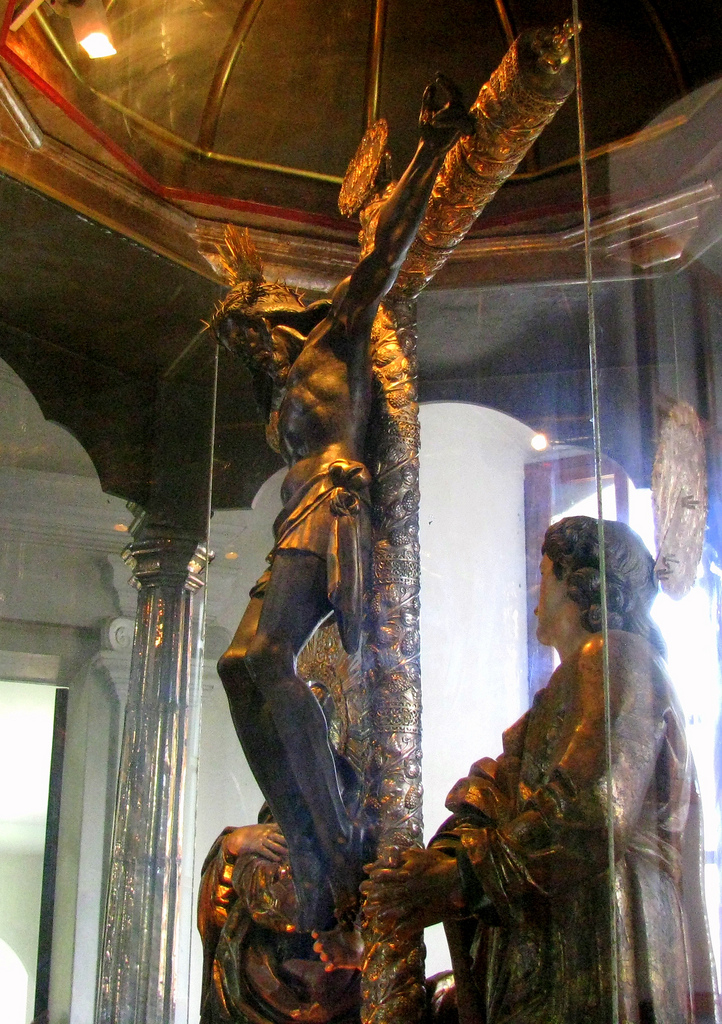
El Cristo Negro de Esquipulas fue utilizado por Rossell y Arellano como estandarte contra el gobierno de Jacobo Arbenz Guzmán, a quien el arzobispo tildaba de comunista y ateo.

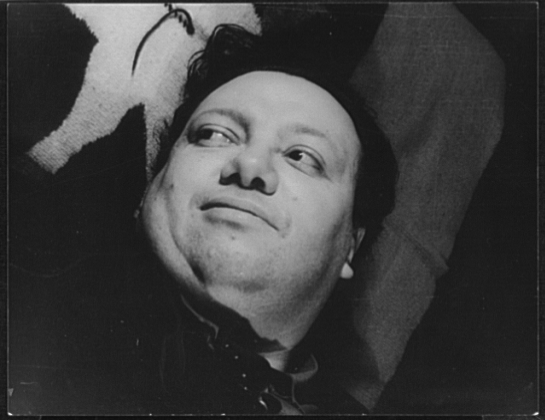
Muralista mexicano Diego Rivera quien pintó el cuatro «Gloriosa victoria». Obra que tiene un carácter izquierdista y ridiculiza al Señor Arzobispo como si hubiese actuado contra la población guatemalteca y la Iglesia Católica. Este cuadro fue prohibido en los Estados Unidos y desapareció completamente durante los siguientes cincuenta años. En el año 2000, fue encontrado en una bodega del museo Pushkin, en Rusia y desde entonces, está en calidad de préstamo y en exhibición permanente en México.

La Iglesia Católica, quien poseyera una alta cuota de poder en la región centroamericana durante la Época Colonial, poco a poco la fue perdiendo incluso antes de la emancipación de España. Primero fueron las reformas borbónicas de 1765 que mermaron el poder de las órdenes del clero regular, y luego la expulsión de los jesuitas de los territorios de la corona en 1767. Después de la independencia, la lucha de los liberales por tomar el poder que los conservadores guatemaltecos (entre quienes principalmente las órdenes regulares de la Iglesia) ostentaban; los conservadores y la Iglesia perdieron así mucho poder en las provincias de Centroamérica, pero Guatemala permaneció como su último bastión. En 1838, con la caída del presidente liberal Mariano Gálvez surge la figura del teniente general Rafael Carrera, que se convirtió en el líder conservador del país y recuperó para su partido y para la Iglesia el poder, al menos en la provincia de Guatemala. Con este estado de cosas, la federación centroamericana no se podría llevar a cabo, ya que la misma era de índole liberal y el poder militar de Guatemala y de su líder Carrera eran invencibles en su época; tan es así, que Carrera finalmente fundó la República de Guatemala el 21 de marzo de 1847. Tras la muerte de Carrera en 1865, los liberales guatemaltecos vieron su oportunidad de hacerse del poder, consiguiéndolo finalmente mediante la Revolución Liberal en 1871.  Desde ese momento, los ataques contra el clero mayor de la Iglesia Católica arreciaron en Guatemala y se decretó la educación laica, la libertad de cultos, la expulsión de varias órdenes religiosas y la expropiación de numerosos bienes de la Iglesia.  Esta situación se mantuvo durante los gobiernos liberales que siguieron, hasta que en 1944 llegó la Revolución de Octubre, en la cual la situación de los religiosos empeoró, ya que el pensamiento ya no fue únicamente económico en contra de la Iglesia, sino que también religioso, pues muchos revolucionarios empezaron a declararse opuestos a cualquier tipo de religión.
Rossell Arellano se encontró con que era urgente que se recuperara la posición de la Iglesia Católica en Guatemala y por esa razón y  por intermedio del Movimiento de Liberación Nacional para derrocar a los gobiernos revolucionarios que eran ateos y comunistas. Después de la consagración del Santuario de Esquipulas (1950), como parte de la campaña  iniciada contra el gobierno de Arbenz, mandó que el escultor Julio Urruela Vásquez tallara una réplica del Cristo de Esquipulas, la cual fue trasladada al bronce en 1952 y convertida, al año siguiente, en símbolo y estandarte de la campaña de peregrinación nacional contra el comunismo.  Este Cristo fue luego nombrado como «Comandante en Jefe» de las fuerzas del Movimiento de Liberación Nacional durante la invasión que este hizo en junio de 1954.
El 4 de abril de 1954, Rossell Arellano emitió una carta pastoral en la que criticaba los avances del comunismo en el país y hacía un llamado a los guatemaltecos para alzarse y pelear contra «el enemigo común de Dios y de la patria», carta que fue distribuida por todo el país.

### Tras el derrocamiento de Arbenz
Aunque publicara un escrito asegurando que la Iglesia Católica no buscaba privilegios en su lucha contra el gobierno de Arbenz, consiguió que tras el derrocamiento de este en junio de 1954, el gobierno del coronel Carlos Castillo Armas incorporara en la Constitución de 1956 lo siguiente, por primera vez desde 1872:
- la capacidad jurídica de la Iglesia Católica -y las de todos los otros cultos- para adquirir, poseer y disponer de propiedades, siempre y cuando se destinen para fines religiosos, de asistencia social o a la educación.[6]
- que se declarara optativa la educación religiosa en locales oficiales: en el artículo 97 de la Constitución se indica que la ley regularía lo relativo a la enseñanza religiosa en locales oficiales y que el Estado no la impartiría pero la declaraba optativa.  También garantiza la libertad de enseñanza en todos los otros establecimientos.[7]
- que el Estado contribuyera al sostenimiento de la educación religiosa: en el artículo 111 se indica que las instituciones privadas que impartan educación gratuita serán exoneradas de determinados impuestos fiscales y municipales en compensación por sus servicios.[8]
- que se declarara la posibilitad de que hubiese universidades privadas en Guatemala, siempre y cuando sus actividades académicas y títulos fueran aprobados por la Universidad de San Carlos de Guatemala.[9]

De esta forma, la Iglesia Católica recuperó una parte del poder que perdiera en 1872, luego de que la Reforma Liberal expropiara las tierras, bienes y privilegios, en un ataque directo contra las órdenes del clero regular, ya que estas eran los principales terratenientes del Partido Conservador de Guatemala de entonces.
Rossell Arellano restauró al Palacio Arzobispal y la residencia del Obispo Francisco Marroquín, en San Juan del Obispo, Sacatepéquez. En 1959 se realizó el Primer Congreso Eucarístico Centroamericano. Poco a poco logró el retorno de las órdenes religiosas a Guatemala y participó en varias sesiones del Concilio Vaticano II, organizado por el papa Juan XXIII.
El 6 de enero de 1960 el arzobispo de Guatemala Rossell y Arellano devolvió el complejo de San Francisco a los frailes franciscanos. quienes en 1961 y en medio de mucha polémica iniciaron la reconstrucción del templo, que concluyó en 1967. Los franciscanos contaron con la ayuda del presidente general e ingeniero Miguel Ydígoras Fuentes, y de los miembros del Comité Pro Reconstrucción de la Iglesia.

### Prelaturia Nullius del Cristo de Esquipulas

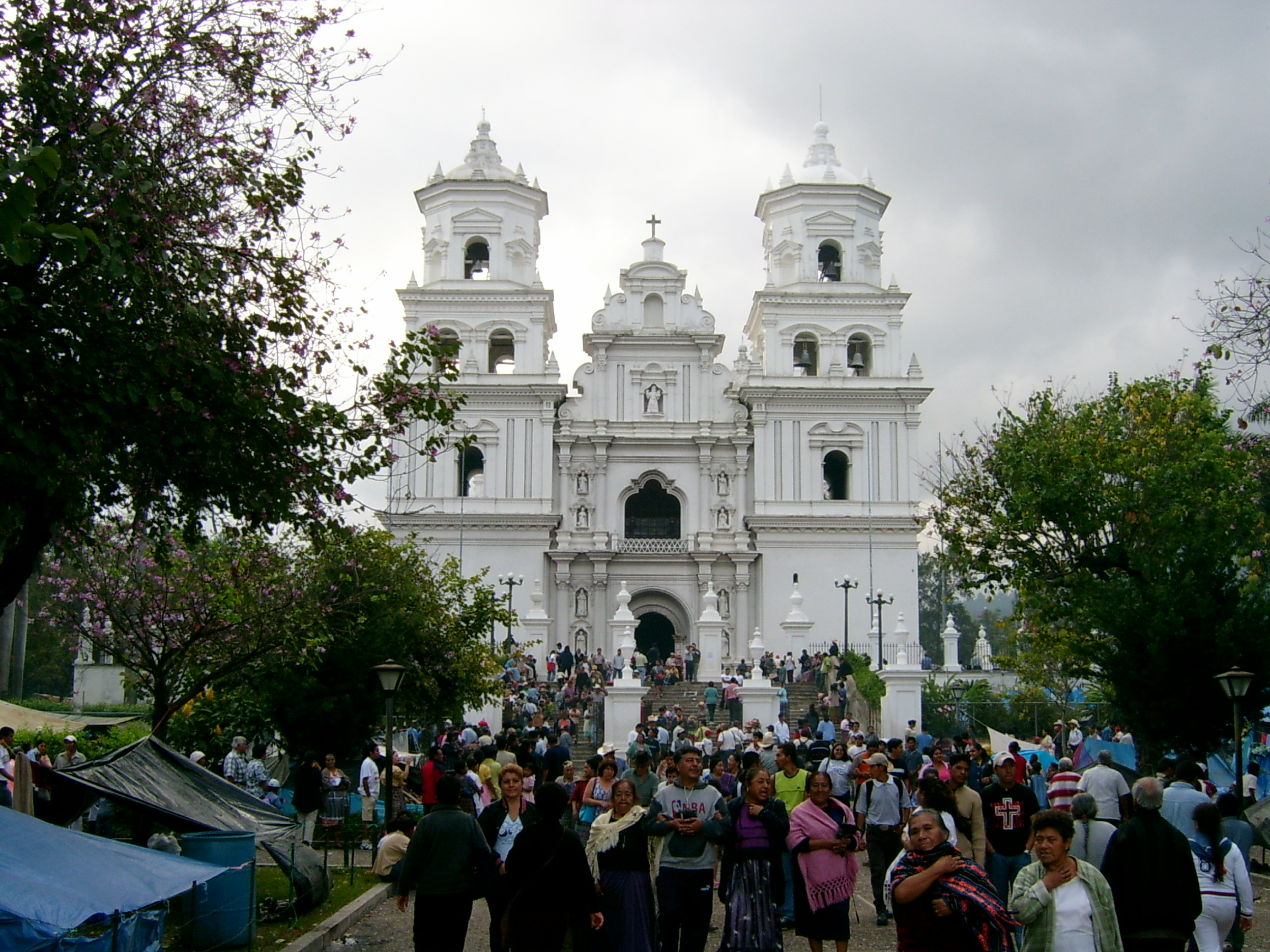
Basílica Menor de Esquipulas.

Con el paso de los años y los avances de los medios de transporte y comunicación el número de peregrinos y la devoción al Señor de Esquipulas se convirtió en la «Capital Centroamericana de la Fe». En 1956 el Papa Pío XII erigió la Prelatura Nullius del Cristo de Esquipulas, la cual está conformada por el Municipio de Esquipulas y tiene como sede Catedralicia el Santuario de Esquipulas. El Papa también nombró como Primer Prelado de Esquipulas al Arzobispo Rossell y Arellano. Una de las primeras preocupaciones de Rossell fue la búsqueda de una comunidad de religiosos que se hicieran cargo de la atención pastoral del Santuario; tras muchas iniciativas fallidas logró encontrar el apoyo de la Abadía Benedictina de San José en Luisiana, Estados Unidos El Domingo de Ramos de 1959 llegaron los tres primeros monjes benedictinos a Esquipulas comenzaron así la fundación del Monasterio Benedictino de Esquipulas. Tomando en consideración muchos aspectos religiosos, culturales e históricos el Beato Papa Juan XXIII aceptó la petición realizada por el obispo Rossell Arellano y elevó el Santuario de Esquipulas al rango de «Basílica Menor de Esquipulas» en 1961.

## Obras
Su principal obra fue velar por la juventud guatemalteca, siempre buscó la manera de proveerles una educación diferenciada, de alta calidad, con principios morales y bases sólidas.
Cuando Mariano Rossell y Arellano era párroco de la Iglesia de San Sebastián de la Ciudad de Guatemala de la Asunción, un martes 7 de enero de 1930, tuvo la iniciativa de fundar el Colegio para Varones "San Sebastián", impartiendo los grados de párvulos, primero y segundo primaria con 49 alumnos en total, poco a poco fue creciendo, agregando los demás grados de primaria, así como iniciar el nivel de básicos y Diversificado, para llegar a ser hoy, uno de los mejores Colegios para Varones del País, con excelencia académica, reputación intachable y basada en principios Católicos de la Santa Iglesia, referentes por su alto nivel educativo.
A finales del año 1949, Monseñor Mariano Rossell y Arellano, se da cuenta de que Guatemala de la Asunción necesitaba de un Colegio de Señoritas Católico, con los mismos principios, valores, mística y nivel de docencia del Colegio de Varones "San Sebastián", empezando los trámites requeridos por Ministerio de Educación durante el Gobierno del entonces presidente Juan José Arévalo Bermejo. Para esto, él personalmente evalúa y elige a su primer equipo de trabajo, liderado por su sobrina, Margarita Rossell, y el miércoles 18 de enero de 1950 iniciará el Colegio de Señoritas "Santa Inés".  Ese mismo año, fundó la Banda de Guerra del Colegio de Varones San Sebastián. 
El Colegio de Señoritas "Santa Inés", Cuna de las Guerreras, inicia con los 6 grados de nivel primaria, y las maestras de Educación Musical, Calistenia, Inglés, y Religión Católica y Catequesis.  Inicia su trayectoria con 10 alumnas por grado; 60 en total, todas hermanas de los alumnos inscritos en el Colegio de Varones "San Sebastián".  Posteriormente fundó varias instituciones educativas de diversa índole (Musicales, Religiosas y Académicas) en todo el país, especialmente en su natal Esquipulas y en Antigua Guatemala, en beneficio de la juventud, que estaba necesitada de una guía con amor y urgida de valores y principios por los cuales luchar.
Entre los escritos más importantes de Rossell se encuentran:
- Carta pastoral colectiva del episcopado de la Provincia Eclesiástica de Guatemala sobre la amenaza comunista en nuestra patria (1945)
- A las clases laborantes y patronal (1946)
- Carta pastoral del excelentísimo y reverendísimo Monseñor Mariano Rossell Arellano, Arzobispo de Guatemala sobre los avances del comunismo en Guatemala (1954)
- Declaración contra la demagogia comunista y liberal. La Iglesia no busca privilegios (1954).[2]

Publicó también los ensayos: 
- Erección de la santa iglesia catedral metropolitana
- II centenario del Arzobispado de Guatemala, 15 de diciembre de 1743-1943 é
- Irradiación cultural del Arzobispado

## Muerte
Murió precisamente mientras se realizaban las celebraciones jubilares por sus 25 años de ordenación episcopal, el 10 de diciembre de 1964.